# Städs jag dig behöver
Städs jag dig behöver är en körsång från 1872 med text av Annie Sherwood Hawks. Melodin, skriven av Robert Lowry, går i 4/4-takt och är en variant av refrängen till sången Var stund jag dig behöver som går i 3/4-takt.

## Publicerad i
- Frälsningsarméns sångbok 1990 som nr 770 under rubriken "Bön".